# Légion musulmane caucasienne
La Légion musulmane caucasienne (en allemand: Kaukasisch-Mohammedanische Legion) était une unité de volontaires de l'armée allemande de 1942 à 1945 pendant la Seconde Guerre mondiale. Le Légion caucasienne-musulmane comprenait des Abkhazes, des Circassiens, des Balkars, des Karatchaïs, des Tchétchènes, des Ingouches, des Kurdes, des Talychs, des Ossètes ainsi que divers peuples du Daghestan.
La Légion est créée le 13 janvier 1942 par ordre du général Olbricht. Conformément au décret du 19 février 1942, les volontaires des peuples du Caucase du Nord ont été répartis le 2 août 1942 sur une base nationale et territoriale distincte de la Légion du Caucase du Nord. La base de cette unité est la ville allemande de Wesel.

## Histoire
La constitution de la légion a débuté en septembre 1942 près de Varsovie à partir des prisonniers de guerre du Caucase. Initialement, la légion était composée de trois bataillons commandés par le capitaine Gutmann. Le Comité du Caucase du Nord a participé à la formation de la légion et à l'appel des volontaires. Les dirigeants comprenaient le Godoberi Ahmed Nabi Magomayev (ru), l'Ossète Alikhan Kantemir (pl) (ancien ministre de la Guerre de la République socialiste soviétique autonome des Montagnes(RSSA) et le sultan Giray Klich (ancien général du Giray Klich, président du comité Gorsky). Le comité a publié le journal Gazavat en russe. La Légion comprend huit bataillons portant les numéros 800, 802, 803, 831, 835, 836, 842 et 843, ainsi que le bataillon spécial de Bergmann. Ils ont servi en Normandie, aux Pays-Bas et au royaume d'Italie.
En 1945, la légion a été incluse dans le Kaukasischer-Waffen-Verband der SS qui a commencé à se former en 1944, mais n'a jamais été actif et se formait encore lorsqu'il s'est rendu aux forces britanniques en Italie à la fin de la guerre.

## Sources
- Les légions musulmanes soviétiques de Hitler